# ブレット・ジャクソン
ブレット・エリオット・ジャクソン（Brett Elliott Jackson , 1988年8月2日 - ）は、 アメリカ合衆国カリフォルニア州バークレー出身のプロ野球選手（外野手）。右投左打。現在は、フリーエージェント(FA)。

## 経歴

### プロ入りとカブス時代

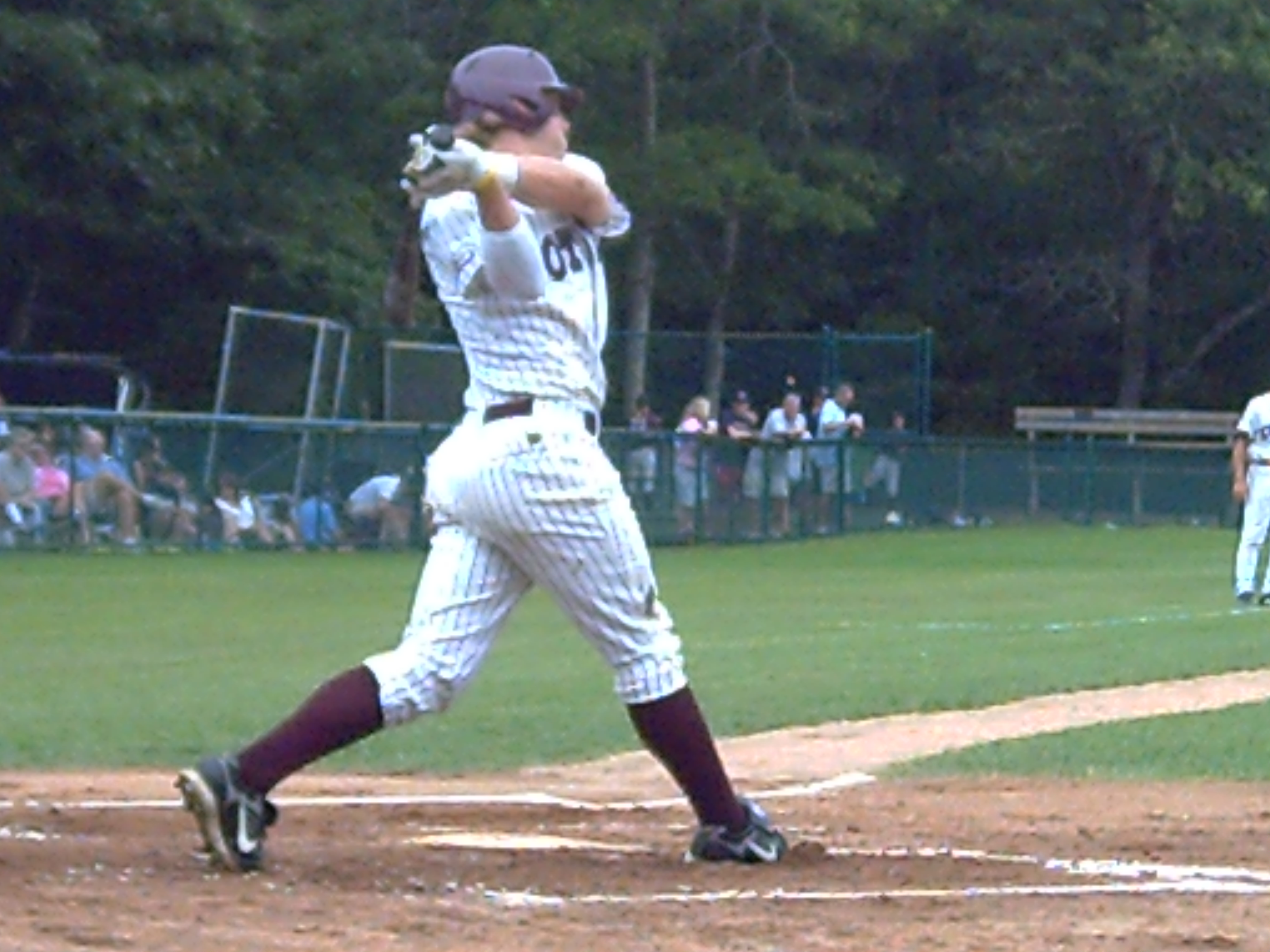
2008年

カリフォルニア大学バークレー校出身。2009年のMLBドラフトでシカゴ・カブスから1巡目（全体31位）指名され、プロ入り。
2010年にはオールスター・フューチャーズゲームに出場した。
2011年オフの10月に開催されたグアダラハラパンアメリカン競技大会の野球アメリカ合衆国代表に選出された。
2012年の開幕前、ジャクソンはMLB公式サイトからカブスの組織内で最高の有望株とされた。この年は傘下のAAA級アイオワ・カブスで15本塁打、27盗塁を記録する一方、6月に月間50三振するなど106試合で158三振を喫した。8月5日のロサンゼルス・ドジャース戦でメジャーデビューを果たした。
2013年はメジャー出場は無く、ほぼ一年間AAA級アイオワでプレーした。
2014年3月3日にカブスと1年契約に合意した。

### ダイヤモンドバックス時代
2014年8月14日にブレイク・クーパーとのトレードで、アリゾナ・ダイヤモンドバックスへ移籍し。9月12日に昇格し、2年ぶりにメジャーでプレーした。

### ジャイアンツ傘下時代
2014年12月12日にルール・ファイブ・ドラフトでサンフランシスコ・ジャイアンツに指名され、移籍した。
2015年は開幕から傘下のAAA級サクラメント・リバーキャッツでプレーしていたが、7月17日に放出された。

## 詳細情報

### 年度別打撃成績
| 年 度     | 球 団     | 試 合 | 打 席 | 打 数 | 得 点 | 安 打 | 二 塁 打 | 三 塁 打 | 本 塁 打 | 塁 打 | 打 点 | 盗 塁 | 盗 塁 死 | 犠 打 | 犠 飛 | 四 球 | 敬 遠 | 死 球 | 三 振 | 併 殺 打 | 打 率 | 出 塁 率 | 長 打 率 | O P S |
| --------- | --------- | ----- | ----- | ----- | ----- | ----- | -------- | -------- | -------- | ----- | ----- | ----- | -------- | ----- | ----- | ----- | ----- | ----- | ----- | -------- | ----- | -------- | -------- | ----- |
| 2012      | CHC       | 44    | 142   | 120   | 14    | 21    | 6        | 1        | 4        | 41    | 9     | 0     | 3        | 0     | 0     | 22    | 0     | 0     | 59    | 1        | .175  | .303     | .342     | .644  |
| 通算：1年 | 通算：1年 | 44    | 142   | 120   | 14    | 21    | 6        | 1        | 4        | 41    | 9     | 0     | 3        | 0     | 0     | 22    | 0     | 0     | 59    | 1        | .175  | .303     | .342     | .644  |

- 2012年度シーズン終了時

### 背番号
- 7 (2012年)
- 62 (2014年)

### 代表歴
- 2011年パンアメリカン競技大会野球アメリカ合衆国代表